# La ballata di Tex Willer/Tex's Stomp Music
La ballata di Tex Willer/Tex's Stomp Music è un singolo di Disco Tex, pubblicato nel 1980, sigla di una trasmissione televisiva dedicata all'omonimo personaggio dei fumetti.

## Descrizione
La Ballata di Tex Willer era la sigla della serie televisiva a cartoni animati "Tex & Company", scritta da Giorgio Bonelli e da Renato Pizzamiglio, su musica e arrangiamento di Corrado Castellari.
Sul lato B è incisa Tex's stomp music, sigla finale della serie, scritta dagli stessi autori.
Il nome del gruppo interprete della sigla è incerto. La sigla infatti è stata pubblicata solo una volta su un 45 giri e non riporta alcun interprete sull'etichetta. Il nome Disco Tex compare solo come logo sulla copertina del disco. È certo però che gli interpreti fossero Marco Ferradini e Silvio Pozzoli.

## Tracce
Lato A
1. La Ballata di Tex Willer – 3:55 (testo: Giorgio Bonelli, Renato Pizzamiglio – musica: Corrado Castellari)

Lato B
1. Tex's stomp music – 5:06 (testo: Giorgio Bonelli, Renato Pizzamiglio – musica: Corrado Castellari)

## Formazione
- Marco Ferradini – voce, cori
- Silvio Pozzoli – voce, cori
- Corrado Castellari – chitarra, cori
- Bruno De Filippi – banjo, slide guitar, armonica
- Al Magnano – violino (traccia B1)